# Rezolucija Vijeća sigurnosti UN-a 987
Rezolucijom Vijeća sigurnosti UN-a 987, jednoglasno usvojenom 19. travnja 1995., nakon ponovnog potvrđivanja svih rezolucija o sukobima u bivšoj Jugoslaviji, posebice Rezolucije 982 (1994.), Vijeće je pozvalo na mjere za osiguranje sigurnosti, zaštite i slobode kretanja Zaštitne snage Ujedinjenih naroda (UNPROFOR) u Bosni i Hercegovini nakon napada na njih.
Vijeće je bilo zabrinuto nastavkom borbi u Bosni i Hercegovini i kršenjem rezolucija 781 (1992.) i 816 (1993.) unatoč dogovorima o prekidu vatre i neprihvatljivošću rješavanja sukoba vojnim putem. Također je primijetio nedavne napade na osoblje UNPROFOR-a koji su rezultirali smrtnim slučajevima Francuza i potrebu poštivanja statusa osoblja Ujedinjenih naroda.
Djelujući prema Poglavlju VII Povelje Ujedinjenih naroda, Vijeće je naglasilo odgovornost strana i drugih zainteresiranih da zajamče sigurnost, zaštitu i slobodu kretanja za UNPROFOR, pozivajući na prestanak svih napada i zastrašivanja Snaga. Od glavnog tajnika Butrosa Butros-Galija zatraženo je da predloži mjere koje bi se mogle poduzeti kako bi se spriječili napadi na UNPROFOR i omogućilo mu da izvršava svoj mandat.
Strane u Bosni i Hercegovini pozvane su da se dogovore o produženju primirja i prekidu neprijateljstava i nastave pregovore za sveobuhvatno političko rješenje.

## Vanjske poveznice
| Wikizvor | Engleski Wikizvor ima izvorni tekst na temu: United Nations Security Council Resolution 987 |

- Text of the Resolution at undocs.org